# 茨城Jリーグアワー
茨城Jリーグアワー（いばらきジェイリーグアワー）は、NHK水戸放送局が県域総合テレビで不定期に行うJリーグのテレビ中継番組である。
以下、必要に応じてNHK水戸放送局におけるその他のスポーツ中継についても記述する。

## 概要
茨城県ではJリーグ発足時から鹿島アントラーズが存在し、開幕年の前期優勝を飾ったことから、サッカーへの関心が高まった。
アントラーズ戦は関東広域圏の民放テレビやBS1で盛んに中継されたが、2部制となってから参入した水戸ホーリーホックの試合についてはNHK水戸が県域地上デジタル（以下、地デジ）放送を始めるまで中継が皆無だったため、J SPORTSを始めとする衛星放送の視聴に頼らざるを得なかった（本番組開始時点ではスカパー!によるJ2全試合放送が開始していなかった）。このため、NHK水戸は県域地デジ開始に合わせ、この番組をスタートさせた。
この番組は、主にメジャー放送局で中継されないホーリーホック戦の模様を、ホーム・アウェーを問わず実況中継する。ホームゲームは自局で制作するが、アウェーゲームは対戦相手のホームタウン地域を管轄する放送局に制作を依頼。この場合はベンチサイドリポーターと一部スタッフを派遣する。。
最近ではアントラーズ主催ゲームの放送も年数回行われるケースもある。また水戸局では放送当日特別に局舎を開放し、大型モニターを使ったパブリックビューイングを実施していた。
その後、スカパー→DAZNによる中継体系が確立したことやNHK全体の働き方改革で中継は減少傾向にあり、2018年度以降はBリーグ中継と合わせて年間4本程度となった。2020年度以降は更に減少し、2020年度は2本（平日夜の鹿島と土曜午後の茨城ロボッツの試合）、2021・2022年度は1本（土曜午後の鹿島の試合）のみの放送となった。
なお、2022年度の放送計画、水戸放送局サイトの番組一覧からはBリーグ中継も含めて記載がなくなっている。

## マルチ編成
この番組の特徴は、地上波のデジタル放送における特性を利用した「マルチ編成」にある。
NHK総合の場合は、画質を従来のアナログ並みに落とした上で、同時に2つの番組を放送することができる。そこで、その時その時のキックオフ時間と編成とを勘案し、メインチャンネルまたはサブチャンネルのいずれかでこの番組を放送している。
なお、サブチャンネルで放送された場合は、基本的にワンセグでの放送は行われない。
近年は土曜日・日曜日の午後の放送しか行われておらず、地域ごとに異なる試合を中継することもあり、マルチ編成も実施されていない。マルチ編成が実施か予定、または複数の中継が予定された事例としては以下のものがある。
- 2018年10月21日（日） - Bリーグ・茨城ロボッツ対山形ワイヴァンズの中継が予定されていたが、プロ野球クライマックスシリーズ（広島東洋カープ対読売ジャイアンツ戦）の中継も決まり、マルチ編成での放送が予定されていた。しかし、プロ野球は広島のステージ突破が決まって19日で終了したため、マルチ編成は行われなかった。
- 2020年7月8日（水） - 無観客でのリモートマッチであったホーム開幕戦 鹿島アントラーズ対北海道コンサドーレ札幌戦をマルチ編成で放送した（18:58 - 20:57。このうち18:59 - 20:15をサブチャンネルで放送[4]）。
- 同年10月10日（土） - Bリーグ・茨城ロボッツ対アースフレンズ東京Z戦の中継予定が組まれた。同日はプロ野球阪神タイガース対横浜DeNAベイスターズ戦の中継予定も組まれていたが、マルチ編成を実施せずBリーグ中継のみを放送。試合終了後の16:00からプロ野球中継に切り替えた。
- 2022年11月5日（土） - Jリーグ・鹿島アントラーズ対ガンバ大阪戦の中継予定が組まれた。同日は同じくJリーグヴィッセル神戸対横浜F・マリノス戦の全国中継が組まれており、後者をサブチャンネルで放送した。試合中継はカシマスタジアムが早く終了し、次の番組（神戸での試合会場から引き続いてサッカー関連番組を放送）までの時間はマルチ放送のままサブチャンネルと同じ映像を流した。

## 主な担当アナウンサー
2015年8月以降のホームゲームにおける体制。水戸局でスポーツ担当をするアナウンサーが少ないため、NHK放送センター（東京）を含む、近隣都県から応援のアナウンサーが出演することもある。
リポーターは水戸局の契約キャスターの中でも、スポーツ取材にも関わっている者が担当している。対戦カードにより対戦相手側の局のアナウンサーやキャスターが出演することがある。また、そもそもリポーターがいないこともある。

### 過去の出演者
肩書きは全て出演当時。期間は水戸局に在籍していた期間。
- 泉浩司（NHK水戸放送局アナウンサー。実況担当） - 2004年10月 - 2007年
- 向井一弘（NHK水戸放送局アナウンサー。実況担当） - 2007年4月 - 2011年7月、2019年4月 - 2022年7月
- 河村太朗（NHK水戸放送局アナウンサー。実況担当） - 2011年8月頃以降、2015年7月頃まで
- 杉岡英樹（NHK水戸放送局アナウンサー。実況担当）- 2015年8月頃以降、2019年3月まで
- 浅井僚馬（NHK水戸放送局アナウンサー。実況担当） - 2022年8月以降、2024年8月まで
- 杉尾美幸（NHK水戸放送局契約キャスター。リポーター担当） - 2016年3月まで
- 齊藤済美（NHK水戸放送局契約キャスター。リポーター担当） - 2016年4月以降、2019年3月まで
- 高津諒子（NHK水戸放送局契約キャスター。リポーター担当） - 2016年4月以降、2019年3月まで
- 金田優香（NHK水戸放送局契約キャスター。リポーター担当） - 2015年4月以降、2020年12月まで[5]
- 北村有紗（NHK水戸放送局契約キャスター。リポーター担当） - 2020年1月以降

### NHK水戸放送局におけるその他のスポーツ中継
Bリーグ・茨城ロボッツ戦の中継の体制も上記と同様である。
全国高等学校野球選手権茨城大会は、準決勝・決勝を総合テレビとFM放送で中継しており、一方の実況をスポーツ担当のアナウンサー、もう一方の実況を広瀬靖浩（NHK水戸放送局アナウンサー。2017年6月 - 2020年6月まで）が担当した。FM放送で決勝のみの中継となった2021年は髙橋康輔（NHK水戸放送局アナウンサー）が担当した。準決勝は第1試合と第2試合で担当を入れ替えている。2022年は夏の大会を高橋と向井が担当した。リポーター・インタビュアーはほぼ上記のキャスターが務めている（インタビューは一部、茨城放送のアナウンサーと交代）。上記以外では木村優里、奥貫仁美、尼子佑佳（いずれもNHK水戸放送局契約キャスター）、中野純一（NHK水戸放送局アナウンサー）が担当したことがある。なお、解説は地域の社会人野球関係者が務めている。また、2018年は開会式も中継。この際は放送ブースからの実況を広瀬と森花子（NHK水戸放送局アナウンサー）、グラウンドからのインタビューを齊藤が担当した。秋季大会は準決勝・決勝をFM放送で中継している。実況はスポーツ担当のほか、広瀬、髙橋が担当している（準決勝は第1試合と第2試合で交代する場合あり）。
2019年に開催された第74回国民体育大会（いきいきいばらき ゆめ国体）では、アナウンサー・キャスターが式典等の司会進行の一部を担当した（中止となった全国障害者スポーツ大会についても同様の予定だった）。また、国体のオープニングプログラム・開会式の実況は向井・中村慶子（NHK水戸放送局アナウンサー）が担当した。
※肩書きはいずれも在籍当時のもの

## 関連番組
- Jリーグ中継 (NHK)